# Ania Karwan
Anna Magdalena Karwan (ur. 6 grudnia 1985 w Tomaszowie Lubelskim) – polska piosenkarka wykonująca muzykę popularną, kompozytorka, autorka tekstów, okazjonalnie aktorka.
Finalistka siódmej edycji programu talent show TVP2 The Voice of Poland (2016). Laureatka nagrody „Premiery” na 56. Krajowym Festiwalu Piosenki Polskiej w Opolu (2019). Wydała dwa solowe albumy studyjne: Ania Karwan (2019) i Swobodnie (2023).

## Życiorys
Dorastała i wychowywała się w Łaszczowie w rodzinie o tradycjach artystycznych. Jej matka, Wiktoria Pasierb, grała na mandolinie i skrzypcach, ojciec tańczył w młodości w zespole ludowym, a siostra śpiewała. W dzieciństwie tańczyła i trenowała akrobatykę artystyczną. Uczyła się w XL Liceum Ogólnokształcącym im. Stefana Żeromskiego w Warszawie. W wieku 16 lat opuściła dom rodzinny i przeprowadziła się z matką do Warszawy, gdzie zarabiała na życie, pracując w kawiarni.
W 2000 wystąpiła w programie TVN Droga do gwiazd. Na początku kariery śpiewała m.in. w restauracjach i na weselach oraz współpracowała jako chórzystka z Anią Dąbrowską, Moniką Brodką, Sylwią Wiśniewską, Kasią Cerekwicką, Andrzeja Piasecznego, Pauliną Przybysz, Stanisławem Soyką i Anią Wyszkoni, a także pisała scenariusze do spotów reklamowych. W 2006 nagrała utwór przewodni serialu TVN Hela w opałach. W 2010 zwyciężyła w jednym z odcinków Szansy na sukces (z piosenkami Wojciecha Kordy i Niebiesko-Czarnych), a w 2011 została półfinalistką drugiej edycji programu rozrywkowego Polsatu Must Be the Music. Tylko muzyka. W 2015 wraz z DJ-em Morowym stworzyła klubowy projekt koncertowy „Mr&Mrs Karwan Morowy”. Śpiewała w klubowych setach z DJ-em Vibe’em.
Na początku 2016 wydała singiel „Aleja gwiazd”, będący jej interpretacją przeboju Zdzisławy Sośnickiej z 1987, który stworzyła z Matheo. 17 maja wydała singiel „Mam was”. W tym samym roku została finalistką programu rozrywkowego TVP2 typu talent show The Voice of Poland, w którym należała do drużyny Natalii Kukulskiej. Po udziale w programie wydała singiel „W prezencie”. 23 września wydała teledysk do piosenki „Aleja gwiazd”, który zrealizowała na potrzeby projektu „Legendy Polskie” tworzonego przez Allegro. Nagranie koncertowe, udostępnione 24 lutego na kanale „AniaKarwanVEVO”, osiągnęło ponad 29 mln wyświetleń w serwisie YouTube. 3 grudnia zagrała pierwszy solowy koncert. Również w 2016 grała epizodyczną rolę słowiańskiej śpiewaczki w filmie Hanny Ceglińskiej-Leśnodorskiej Bask. Objawienie Ameryki.
Zagrała piosenkarkę Ulę Skowrońską w kilkunastu odcinkach serialu TVP2 Barwy szczęścia (2017–2018).
W 2018 podpisała kontrakt płytowy z wytwórnią 2TrackRecords. 10 sierpnia wydała singiel „Głupcy”, z którym dotarła do 18. miejsca w zestawieniu AirPlay – Top najczęściej odtwarzanych utworów w polskich rozgłośniach radiowych. 25 stycznia 2019 wydała singiel „Czarny świt”, do którego nakręciła teledysk. Obie piosenki umieściła na swoim debiutanckim albumie pt. Ania Karwan, który wydała 15 lutego 2019. Z płytą zadebiutowała na 6. miejscu na liście sprzedaży OLiS. W tym samym roku użyczyła głosu Moxy w partiach śpiewanych w filmie Paskudy: UglyDolls (2019). 15 czerwca zwyciężyła z piosenką „Słucham Cię w radiu co tydzień” w konkursie „Premier” podczas 56. Krajowego Festiwalu Piosenki Polskiej w Opolu. Oprócz nagrody jury, otrzymała także dwie nagrody ZAiKS-u (za muzykę i słowa do piosenki). 7 października premierę miał utwór „The Secret Game”, który nagrała na potrzeby ścieżki dźwiękowej do filmu Ukryta gra. W styczniu 2020 otrzymała nominację do nagrody polskiego przemysłu fonograficznego Fryderyka za fonograficzny debiut roku. W kwietniu wydała czwarty singiel z debiutanckiej płyty – „Dzięki tobie”, do którego nagrała teledysk. Również w 2020 uczestniczyła w 11. edycji programu rozrywkowego Polsatu Dancing with the Stars. Taniec z gwiazdami.
W 2022 zajęła drugie miejsce w pierwszej edycji programu rozrywkowego Mask Singer w TVN. 24 marca 2023 wydała album pt. Swobodnie, który promowała singlami: „Swobodnie”, „Papierosy”, „Kiedy mrugam”, „Biegnę, biegnę" i „Stop”. W sierpniu 2025 Telewizja Polska potwierdziła, że Karwan została trenerką w programie rozrywkowym The Voice Comeback Stage Powered by Orange, będącym suplementem do formatu The Voice of Poland.

## Życie prywatne
W dorosłym życiu przez kilkanaście lat zmagała się z depresją. W 2017 zaangażowała się w kampanię społeczną „Kocham. Szanuję”, mającą zwrócić uwagę na problem przemocy domowej wobec kobiet. Ma córkę, Oliwię.

## Dyskografia
Albumy studyjne
| Rok  | Dane dot. albumu                                                                                     | Najwyższa pozycja na liście | Certyfikat         | Sprzedaż       |
| Rok  | Dane dot. albumu                                                                                     | POL                         | Certyfikat         | Sprzedaż       |
| ---- | --- | --------------------------- | ------------------ | -------------- |
| 2019 | Ania Karwan - Wydany: 15 lutego 2019 - Wytwórnia: Warner Music Poland - Format: CD, digital download | 6                           | - POL: złota płyta | - POL: 15 000+ |
| 2023 | Swobodnie - Wydany: 24 marca 2023 - Wytwórnia: Agora - Format: CD, digital download                  | 16                          |                    |                |

Single
| Rok                                                      | Tytuł                                                    | Najwyższe pozycje na listach | Najwyższe pozycje na listach | Najwyższe pozycje na listach | Najwyższe pozycje na listach | Certyfikat                | Sprzedaż       | Album                                                 |
| Rok                                                      | Tytuł                                                    | POL (airplay)                | POL (nowości)                | RMF                          | SLiP                         | Certyfikat                | Sprzedaż       | Album                                                 |
| -------------------------------------------------------- | -------------------------------------------------------- | ---------------------------- | ---------------------------- | ---------------------------- | ---------------------------- | ------------------------- | -------------- | ----------------------------------------------------- |
| 2014                                                     | „What the World Needs Now”                               | –                            | –                            | –                            | –                            |                           |                | Listy do M. (ścieżka dźwiękowa)                       |
| 2015                                                     | „Nie idź” (oraz Matheo)                                  | –                            | –                            | –                            | –                            |                           |                | –                                                     |
| 2016                                                     | „Nie ma Cię”                                             | –                            | –                            | –                            | –                            |                           |                | –                                                     |
| 2017                                                     | „W prezencie”                                            | –                            | –                            | –                            | –                            |                           |                | –                                                     |
| 2017                                                     | „Mam was”                                                | –                            | –                            | –                            | –                            |                           |                | –                                                     |
| 2018                                                     | „Głupcy”                                                 | 18                           | 1                            | 2                            | 11                           | - POL: platynowa płyta    | - POL: 20 000+ | Ania Karwan                                           |
| 2019                                                     | „Czarny świt”                                            | –                            | –                            | –                            | 16                           | - POL: złota płyta        | - POL: 25 000+ | Ania Karwan                                           |
| 2019                                                     | „Słucham Cię w radiu co tydzień”                         | –                            | –                            | –                            | 15                           | - POL: 2× platynowa płyta | - POL: 40 000+ | Ania Karwan                                           |
| 2019                                                     | „The Secret Game”                                        | –                            | –                            | –                            | –                            |                           |                | Ukryta gra (ścieżka dźwiękowa)                        |
| 2020                                                     | „Dzięki Tobie”                                           | –                            | –                            | –                            | –                            |                           |                | Ania Karwan                                           |
| 2022                                                     | „Ostatni raz” (oraz Grzech Piotrowski, gościnnie: Kasta) | –                            | –                            | –                            | –                            |                           |                | Jak pokochałam gangstera (ścieżka dźwiękowa)Swobodnie |
| 2022                                                     | „Swobodnie”                                              | –                            | –                            | –                            | 30                           |                           |                | Swobodnie                                             |
| 2022                                                     | „Papierosy”                                              | –                            | –                            | –                            | –                            |                           |                | Swobodnie                                             |
| 2022                                                     | „Kiedy mrugam” (oraz Leszek Możdżer)                     | –                            | –                            | –                            | –                            |                           |                | Swobodnie                                             |
| 2023                                                     | „Kiedy mrugam (Już się nie boję)”                        | –                            | –                            | –                            | –                            |                           |                | Swobodnie                                             |
| 2023                                                     | „Sen na pogodne dni”                                     | –                            | –                            | –                            | –                            |                           |                | Skołowani (ścieżka dźwiękowa)                         |
| 2023                                                     | „Biegnę, biegnę”                                         | –                            | –                            | –                            | –                            |                           |                | Swobodnie                                             |
| 2023                                                     | „Stop"                                                   | –                            | –                            | –                            | –                            |                           |                | Swobodnie                                             |
| „–” oznacza, że singel nie był notowany na danej liście. |                                                          |                              |                              |                              |                              |                           |                |                                                       |

Z gościnnym udziałem
| Rok  | Tytuł                                                                                                 | Album             |
| ---- | --- | ----------------- |
| 2019 | „Jedyna taka noc” (TGD, gościnnie: Kasia Cerekwicka, Ania Karwan, Marcin Sójka i Krzysztof Iwaneczko) | –                 |
| 2022 | "Światłość świata" (TGD, Ania Karwan)                                                                 | "Kolędy świata 3" |
| 2022 | "Zostań" (TGD, gościnnie: Ania Karwan, Kuba Badach, Ania Świątczak, i Mateusz Ziółko)                 | -                 |

## Teledyski
| Rok       | Tytuł                             | Reżyseria                    |
| --------- | --------------------------------- | ---------------------------- |
| 2014      | „What the World Needs Now”        | Krzysztof Jankowski          |
| 2016      | „Nie ma Cię”                      | Sławek „Guadky” Gładyszewski |
| 2017      | „Aleja gwiazd”                    | Sławek „Guadky” Gładyszewski |
| 2017      | „Mam was”                         | Sławek „Guadky” Gładyszewski |
| 2018      | „Głupcy”                          | Michał Liszcz                |
| 2019      | „Czarny świt”                     | Marek Straszewski            |
| 2019      | „Słucham cię w radiu co tydzień”  | Dawid Klepadło               |
| 2019      | „The Secret Game”                 | Dobromił Sudak               |
| 2020      | „Dzięki tobie”                    | Błażej Szychowski            |
| 2022      | „Ostatni raz”                     | Maciej Kawulski              |
| 2022      | „Swobodnie”                       | Michał Pańszczyk             |
| 2022      | „Papierosy”                       | Michał Pańszczyk             |
| 2022      | „Kiedy mrugam”                    | Błażej Szychowski            |
| 2023      | „Kiedy mrugam (Już się nie boję)” | Maciej Czyżewski             |
| 2023      | „Biegnę, biegnę”                  | Tomasz Kuczma                |
| 2023      | „Stop"                            | Tomasz Kuczma                |
| Gościnnie |                                   |                              |
| 2019      | „Jedyna taka noc”                 | Adam Gawenda                 |
| 2022      | "Zostań"                          | Adam Gawenda, Mateusz Dziwis |

## Filmografia
Dubbing
- 2019: Paskudy. UglyDolls jako Maxy (piosenki)

Seriale telewizyjne
- 2014–2015: Klan – koleżanka Olki Lubicz
- 2017–2018: Barwy szczęścia jako Ula Skowrońska, piosenkarka i podopieczna Huberta

## Nagrody i nominacje
| Rok  | Kategoria                                      | Tytułem                                     | Rezultat  | Źródło |
| ---- | ---------------------------------------------- | ------------------------------------------- | --------- | ------ |
| 2019 | LVI Krajowy Festiwal Piosenki Polskiej w Opolu | Premiery („Słucham Cię w radiu co tydzień”) | Wygrana   | [ 23 ] |
| 2020 | Fryderyki 2020                                 | Fonograficzny debiut roku                   | Nominacja | [ 25 ] |